# جون إنديكوت (سياسي)
جون إنديكوت هو سياسي أمريكي، ولد في 14 فبراير 1764 في كانتون في الولايات المتحدة، وتوفي في 31 يناير 1857 في ديدام في الولايات المتحدة. انتخب عضو مجلس ولاية ماساتشوستس ‏.